# Poneropsis morio
Poneropsis morio är en myrart som beskrevs av Oswald Heer 1867. Poneropsis morio ingår i släktet Poneropsis och familjen myror.

## Underarter
Arten delas in i följande underarter:
- P. m. morio
- P. m. pallens